# Arnulphe d'Aumont
Arnulphe d’Aumont, né le 27 décembre 1720 à Grenoble et mort 18 août 1800 à Valence, est un médecin français. Son nom s'orthographie aussi Daumont.
Reçu médecin en 1744, d’Aumont est nommé, en 1745, professeur royal à la faculté de Valence en Dauphiné. Témoin des fêtes que l’université de Montpellier avait données au sujet de la convalescence de Louis XV, il en publia la relation en 1744. sous le titre de Relation des fêtes publiques données par l’université de Montpellier, à l'occasion du rétablissement de la santé du roi, procuré par trois médecins de cette école.
En 1762, il fit paraitre un Mémoire sur une nouvelle manière d’administrer le mercure dans les maladies vénériennes et autres. Sa méthode consistait dans l'usage du lait des animaux frictionnés.
Il a rédigé pour l’Encyclopédie 215 articles de médecine sous sa signature puis, après la condamnation de l'ouvrage en 1759, de nombreux autres articles publiés anonymement, en particulier Hydropisie, Hygiène et Marasme. Dans l'Avertissement des éditeurs du volume V, D'Aumont est qualifié d'« un de nos plus habiles et plus utiles collègues. »